# Qualificazioni alla CONCACAF Women's Gold Cup 2002
Le qualificazioni alla CONCACAF Women's Gold Cup 2002 sono iniziate il 5 luglio 2002 e vedono la partecipazione di 17 squadre, con tre formazioni già ammesse direttamente alla fase finale.

## Nord America
Le tre squadre della North American Football Union sono ammesse direttamente alla fase finale.
- Canada
- Messico
- Stati Uniti

## Centro America
Nella zona centroamericana, sette nazionali membri della Central American Football Union inizialmente avrebbero dovuto partecipare alla competizione di qualificazione, ma successivamente Nicaragua e Belize hanno annunciato il loro ritiro. Le restanti cinque squadre sono state disposte in un unico girone, con le prime due squadre che si sono qualificate per la fase finale come rappresentanti dell'UNCAF.
Il torneo di qualificazione si tenne a San Salvador in El Salvador dal 29 luglio al 6 agosto 2002.
| Pos | Squadra     | Pti | G | V | N | P | GF | GS | DR  |
| --- | ----------- | --- | - | - | - | - | -- | -- | --- |
| 1.  | Costa Rica  | 12  | 4 | 4 | 0 | 0 | 16 | 3  | +13 |
| 2.  | Panama      | 6   | 4 | 2 | 0 | 2 | 8  | 12 | -4  |
| 3.  | Guatemala   | 6   | 3 | 2 | 0 | 2 | 8  | 8  | 0   |
| 4.  | El Salvador | 3   | 3 | 1 | 0 | 3 | 3  | 11 | -8  |
| 5.  | Honduras    | 3   | 3 | 1 | 0 | 3 | 9  | 10 | -1  |
| 6.  | Nicaragua   | 0   | 0 | 0 | 0 | 0 | 0  | 0  | 0   |
| 7.  | Belize      | 0   | 0 | 0 | 0 | 0 | 0  | 0  | 0   |

| Data           | Luogo        | Squadra 1   | Risultato | Squadra 2   |
| -------------- | ------------ | ----------- | --------- | ----------- |
| 29 luglio 2002 | San Salvador | Panama      | 2 - 1     | Guatemala   |
| 29 luglio 2002 | San Salvador | Costa Rica  | 5 - 2     | Honduras    |
| 1º agosto 2002 | San Salvador | Panama      | 3 - 1     | El Salvador |
| 1º agosto 2002 | San Salvador | Guatemala   | 2 - 1     | Honduras    |
| 3 agosto 2002  | San Salvador | Costa Rica  | 4 - 0     | Guatemala   |
| 3 agosto 2002  | San Salvador | El Salvador | 1 - 0     | Honduras    |
| 4 agosto 2002  | San Salvador | Costa Rica  | 4 - 1     | Panama      |
| 4 agosto 2002  | San Salvador | Guatemala   | 5 - 1     | El Salvador |
| 6 agosto 2002  | San Salvador | Costa Rica  | 3 - 0     | El Salvador |
| 6 agosto 2002  | San Salvador | Panama      | 2 - 6     | Honduras    |

Costa Rica e Panama qualificate alla CONCACAF Women's Championship 2002.

## Caraibi

### Gruppo 1

#### Andata
| Trinidad e Tobago 5 luglio 2002 | Dominica | 0 – 13 | Trinidad e Tobago |  |

| Giamaica 13 luglio 2002 | Giamaica | 8 – 0 | Porto Rico |  |

#### Ritorno
| Trinidad e Tobago 6 luglio 2002 | Trinidad e Tobago | 9 – 0 | Dominica |  |

| Porto Rico 21 luglio 2002 | Porto Rico | 0 – 3 | Giamaica |  |

Trinidad e Tobago e Giamaica qualificate al Round finale.

### Gruppo 2
| Pos | Squadra         | Pti | G | V | N | P | GF | GS | DR  |
| --- | --------------- | --- | - | - | - | - | -- | -- | --- |
| 1.  | Haiti           | 9   | 3 | 3 | 0 | 0 | 13 | 0  | +13 |
| 2.  | Saint Lucia     | 4   | 3 | 1 | 1 | 1 | 9  | 5  | +4  |
| 3.  | Rep. Dominicana | 4   | 3 | 1 | 1 | 1 | 5  | 4  | +1  |
| 4.  | Bahamas         | 0   | 3 | 0 | 0 | 3 | 1  | 19 | -19 |

| Data           | Luogo          | Squadra 1       | Risultato | Squadra 2       |
| -------------- | -------------- | --------------- | --------- | --------------- |
| 10 luglio 2002 | Port-au-Prince | Bahamas         | 0 - 9     | Haiti           |
| 10 luglio 2002 | Port-au-Prince | Rep. Dominicana | 2 - 2     | Saint Lucia     |
| 12 luglio 2002 | Port-au-Prince | Saint Lucia     | 0 - 2     | Haiti           |
| 12 luglio 2002 | Port-au-Prince | Rep. Dominicana | 3 - 0     | Bahamas         |
| 14 luglio 2002 | Port-au-Prince | Saint Lucia     | 7 - 1     | Bahamas         |
| 14 luglio 2002 | Port-au-Prince | Haiti           | 2 - 0     | Rep. Dominicana |

Haiti qualificato al Round finale. 

### Gruppo 3

#### Andata
| Suriname 8 agosto 2002 | Suriname | 6 – 1 | Isole Vergini Americane |  |

#### Ritorno
| Suriname 10 agosto 2002 | Isole Vergini Americane | 0 – 2 | Suriname |  |

Suriname qualificato al Round finale. Guyana e Montserrat ritirate.

### Round finale

#### Andata
| Giamaica 4 agosto 2002 | Giamaica | 2 – 0 | Haiti |  |

| Suriname 13 agosto 2002 | Suriname | 1 – 3 | Trinidad e Tobago |  |

#### Ritorno
| Haiti 18 agosto 2002 | Haiti | 0 – 0 | Giamaica |  |

| Porto Rico 15 agosto 2002 | Trinidad e Tobago | 2 – 1 | Suriname |  |

Giamaica e Trinidad e Tobago qualificate alla CONCACAF Women's Championship 2002. Haiti e Suriname qualificate allo spareggio qualificazione.

### Spareggio

#### Andata
| Haiti 8 settembre 2002 | Haiti | 3 – 0 | Suriname |  |

#### Ritorno
| Haiti 10 settembre 2002 | Suriname | 1 – 2 | Haiti |  |

Haiti qualificato alla CONCACAF Women's Championship 2002.